# Igreja Reformada Restaurada
A Igreja Reformada Restaurada  (em Holandês: Hersteld Hervormde Kerk) é uma denominação reformada na Holanda, desde 1 de maio de 2004. As suas igrejas membros eram anteriormente vinculadas à Igreja Reformada Neerlandesa (IRN) quando esta decidiu se unir às Igrejas Reformadas na Holanda e a Igreja Evangélica Luterana no Reino da Holanda para formar a atual Igreja Protestante na Holanda.
Em 1 de maio de 2004, a fusão das denominações foi concluída. As igreja da IRN que se opunham à fusão se separaram no mesmo dia e constituíram a Igreja Reformada Restaurada (IRR).

## História

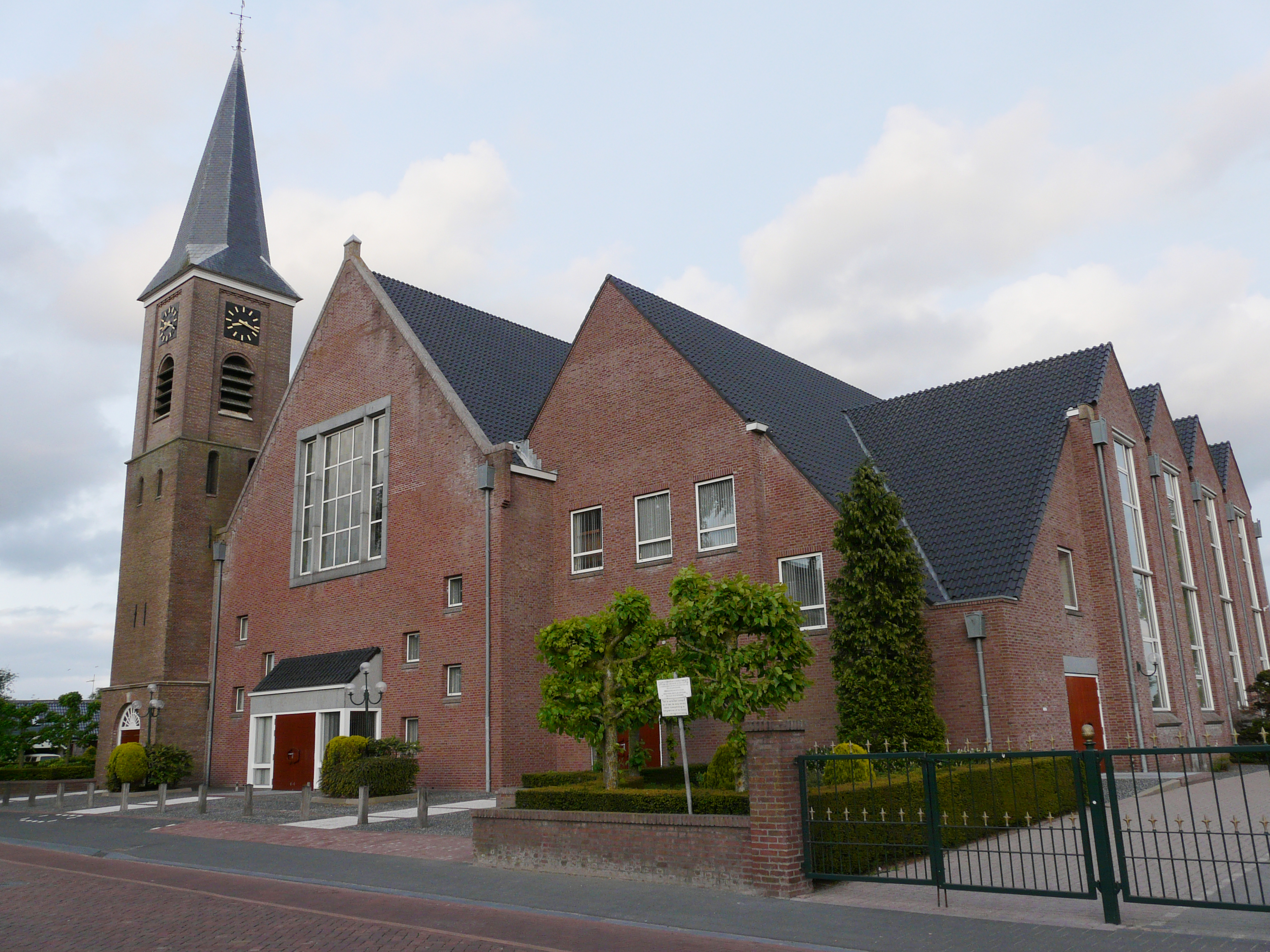
Igreja Reformada Restaurada de Staphorst

A Igreja Reformada Neerlandesa foi a primeira e a maior denominação protestante nos Países Baixos durante todo o período de sua existência. Todavia, em 1 de maio de 2004, a IRN se uniu às Igrejas Reformadas na Holanda e Igreja Evangélica Luterana no Reino da Holanda para formar a atual Igreja Protestante na Holanda.
Parte das igrejas da IRN não apoiou a fusão e, em 1 de maio de 2004, formou a Igreja Reformada Restaurada  (IRR). A 
nova denominação cresceu constantemente desde então, tornando-se a quinta maior denominação protestante do país.
Em 2021, a IRR era formada por 119 igrejas, 72 ministros e 60.159 membros.
Em 2022, a denominação relatou ter 118 congregações, 69 ministros e 60.553 membros.
Em 31 de dezembro de 2023, tinha 79 ministros, 118 congregações e 60.917 membros.

## Doutrina
A denominação subscreve as Três Formas da Unidade (Confissão Belga, Catecismo de Heidelberg e Cânones de Dort).

## Relações inter-eclesiasticas
A denominação possui relacionamento com a Igreja Presbiteriana Reformada do Malawi.
Além disso, a denominação realiza conferências conjuntas com as  Igrejas Reformadas na Holanda (2009) e Igrejas Reformadas na Holanda (Restauradas).